# Pikko
Petra Fors, czyli Pikko, szwedzka piosenkarka. Urodzona 26 czerwca 1980 w Siekasjärvi (północna Szwecja). Na co dzień tancerka w Kopenhadze.
Jej styl muzyczny można określić jako synth pop i elektronikę. Ma charakterystyczny wysoki głos. Jej pseudonim to Karki, co po lapońsku oznacza "słodycze". Partner Pikko Moto Boy wspierał ją przy produkcji debiutanckiego albumu "Electric body design". Jest także autorem utworów zamieszczonych na płycie.
Petra wystąpiła w teledysku Moto Boya do piosenki "What It Was Like To Be With You".

## Dyskografia
- "If It Sleeps It's Alive" EP - 2006
- "Electric Body Design" - 2007